# 시스라이타니아

오스트리아-헝가리 제국 지도. 분홍색은 오스트리아령인 시스라이타니아, 초록색은 헝가리령인 트란스라이타니아(성 이슈트반 왕관령), 파란색은 보스니아 헤르체고비나 공동통치령이다.

시스라이타니아(Cisleithania, 독일어: Cisleithanien 치스라이타니엔[*], 헝가리어: Ciszlajtánia 치슬러이타니어[*], 체코어: Předlitavsko 프르제들리타프스코[*], 슬로바키아어: Predlitavsko 프레들리타프스코, 폴란드어: Przedlitawia 프셰들리타비아[*], 크로아티아어: Cislajtanija 치슬라이타니야, 슬로베니아어: Cislajtanija 치슬라이타니야, 루마니아어: Cisleithania 치슬레이타니아[*], 우크라이나어: Цислейтанія 치슬레이타니야[*], 이탈리아어: Cisleitania 치슬레이타니아[*])는 오스트리아-헝가리의 영토 중에서 비공식적으로 오스트리아의 영토 부분을 가리키던 용어이다.
시스라이타니아는 라이타강의 안쪽(동쪽)을 흐른다고 하여 명명되었다. 공식 명칭은 제국 회의에 대표된 왕국들과 영토들(독일어: Die im Reichsrat vertretenen Königreiche und Länder 디 임 라이히스라트 페르트레테넨 쾨니그라이헤 운트 렌더[*])이다.
오스트리아-헝가리 제국이 수립되기 이전까지 시스라이타니아는 오스트리아 제국의 영토였으며 합스부르크 가의 지배를 받았다. 수도는 빈이었으며 면적은 300,005km2(1910년 당시 기준), 인구는 28,571,934명(1910년 당시 기준)이다.

## 구성국
- 보헤미아 왕국
- 부코비나 공국
- 케른텐 공국
- 크라인 공국
- 달마티아 왕국
- 갈리치아-로도메리아 왕국
  - 크라쿠프 대공국
- 오스트리아 연안 지대 (퀴스텐란트)
  - 트리에스테 제국 자유 도시
  - 고리치아 그라디스카 후백국
  - 이스트라 변경백국
- 니더외스터라이히(하오스트리아) 대공국
- 모라바 변경백국
- 잘츠부르크 공국
- 오스트리아령 실레시아 (상실레시아 하실레시아 공국)
- 슈타이어마르크 공국
- 티롤 백국
- 오버외스터라이히(상오스트리아) 대공국
- 포어아를베르크 제후백국

## 같이 보기
- 트란스라이타니아